# ジョン・ネイスビッツ
ジョン・ネイスビッツ（John Naisbitt、1929年1月15日 - 2021年4月8日）は、アメリカ合衆国の未来学者である。英語姓のNaisbittは、日本語ではネズビットとも、ネズビッツ、ネスビッツ、ネイスビットとも紹介されている。

## 生涯
ユタ州ソルトレイクシティ生まれ。1980年代にアメリカの未来の大きな流れを予見した『メガトレンド』（Megatrends）を出版し有名になった。
最近は2009年に『中国のメガトレンド』（China's Megatrends）を出版し、中国のメガトレンド（大趨勢）を８つの支柱でまとめている。
現在、天津にあるネイスビット中国研究所（Naisbitt China Institute）の所長で、南開大学と天津財経大学の教授も務める。オーストリアのウィーンと中国の天津に住んでいる 。

## 著書
- 『Megatrends: Ten New Directions Transforming Our Lives』 (Warner Books、1982年)

日本語訳は、竹村健一訳『メガトレンド』（三笠書房、1983年、# ISBN 4837953670, ISBN 978-4837953678）
- 『Megatrends 2000: Ten New Directions for the 1990s』 (1990年)
- Global Paradox: The Bigger the World Economy, the More Powerful Its Smallest Players. （William Morrow & Company, Inc., 1994年）

佐和隆光訳『大逆転潮流』（三笠書房、1994年、ISBN 9784837955139）
- Megatrends Asia: Eight Asian Megatrends That Are Reshaping Our World. （Simon & Schuster, 1996年）

三上義一訳『メガトレンド・アジア』（早川書房、1996年、ISBN 9784152080332）
- High Tech/High Touch: Technology and our Accelerated Search for Meaning. （Nicholas Braely Publishing, 2001年）

久保恵美子訳『ハイテクハイタッチ』（ダイヤモンド社、2001年、ISBN 9784478190401）
- Mind Set! Reset Your Thinking and See the Future. （Collins, 2006年）

本田直之訳『マインドセットものを考える力』（ダイヤモンド社、2008年、ISBN 9784478761069）
- 『China's Megatrends: The 8 Pillars of a New Society』 (HarperCollins、2009年)

2000年に結婚した妻のドリス・ネイスビット（Doris Naisbitt）との共著で、新生中国のメガトレンド（大趨勢）を８つの支柱でまとめている。

## 参照項目
- 未来学者